# Palaeochoerus
Palaeochoerus és un gènere extint de mamífers artiodàctils que visqueren al Vell Món entre l'Oligocè superior i el Miocè superior. Se n'han trobat restes fòssils a Angola, Espanya, França, l'Índia, Kenya, el Pakistan, Suïssa i la Xina. Es tracta de l'únic gènere de la família dels paleoquèrids (Palaeochoeridae). En una obra publicada el 2021, Donald R. Prothero plantejà que Palaeochoerus era un sinònim de Perchoerus. El nom genèric Palaeochoerus significa 'porc antic' en llatí.